# Borovlje
Borovlje (nemško Ferlach) so najpomembnejši kraj v Rožu na Avstrijskem Koroškem z okoli 5.000 prebivalci (občina jih ima dobrih 7.100) ter največje naselje in tudi edino mesto s tem statusom v okraju Celovec-podeželje (Klagenfurt-Land) ter obenem najjužnejše mesto v Avstriji. Ležijo na 466 m visoki ravnini na desnem bregu Drave, ob ustju Ljubeljske Borovnice. Mesto obdajajo Žingarica (1589 m), Grlovec (1840 m) in Macna (1627 m).
Dostop do Borovelj je mogoč po cesti Ljubelj - Celovec in tam na odcepu v Kožentavrah (Kirschentheuer) proti vzhodu še 3 km ali pa iz Podljubelja (Unterloibl), prav tako proti vzhodu 3 km.
Borovlje so sedež sodnega okraja, trgovski in šolski center (srednja tehniška šola, dvojezična osnovna šola). Tu je sedež slovenske banke, slovenskega prosvetnega društva in župnijska cerkev z dvojezičnim bogoslužjem. V Borovljah je svetovno znana puškarna (tovarna predvsem lovskega orožja KESTAG), katere začetki segajo v srednji vek, ko so tu delovale številne fužine in kovačije.